# Pierre Lauer
Pour les articles homonymes, voir Lauer.
Pierre Lauer est un footballeur français né le 15 avril 1923 à Mulhouse et mort dans la même ville le 19 juin 1988. Ce milieu de terrain évolue dans les trois principaux clubs de football alsaciens : le RC Strasbourg, le FC Mulhouse, et les SR Colmar.

## Carrière
Avant 1945, il joue au FC Mulhouse. De 1945 à 1947, il joue au RC Strasbourg en Division 1 française.
Lors de la saison 1948-1949, il évolue aux Sports réunis Colmar, en Division 1. Avec le club colmarien, il joue 11 matchs en championnat, ne marquant aucun but.
À noter : À la même époque, il existait un certain Jean Lauer, qui évoluait à l'ASSE. Ces deux joueurs sont parfois confondus.